# Neetzow
Neetzow – część gminy (Ortsteil) Neetzow-Liepen w Niemczech, w kraju związkowym Meklemburgia-Pomorze Przednie, w powiecie Vorpommern-Greifswald, w Związku Gmin Anklam-Land. Do 31 grudnia 2013 samodzielna gmina.